# پارس خزر
پارس خزر، شرکت صنایع الکترونیک ایرانی است که در شهر رشت قرار دارد و تمرکز آن بر روی طراحی و تولید لوازم الکترونیکی مصرفی به‌ویژه لوازم خانگی می‌باشد.

## پیشینه و تجارت
در اسفند ۱۳۴۷ محمدتقی برخوردار با مشارکت و همکاری فنی توشیبا ژاپن، شرکت پارس خزر را تحت عنوان شرکت پارس توشیبا در استان گیلان تاسیس کرد. این شرکت مانند سایر اموال آقای برخوردار بعد از انقلاب مصادره شد. در آبان ۱۳۶۱ نام شرکت توشیبا به شرکت صنعتی پارس خزر تغییر یافت. اکنون شرکت صنعتی پارس خزر به عنوان بزرگترین تولیدکننده لوازم خانگی برقی کوچک در ایران، به صورت سهامی عام به فعالیت خود ادامه می‌دهد و سهام آن در بورس اوراق بهادار تهران نیز معامله می‌شود. این شرکت همچنین یکی از شرکت‌های تابعه شرکت سرمایه‌گذاری پارس توشه است.

## محصولات
شرکت صنعتی پارس خزر ۴۱ گروه محصول در ۲۴۶ مدل تولید و روانه بازارهای داخلی و خارجی می‌نماید. گروه محصولات تولیدی شرکت صنعتی پارس خزر عبارتند از انواع ماشین لباسشویی، سامانه تهویه مطبوع VFR، اتوبخار، پنکه، بخاری برقی، فن هیتر، هواکش، پلوپز، بخارپز، سرخ‌کن، توستر، ساندویچ‌ساز، کباب‌پز، مولتی‌کوکر، چرخگوشت، غذاساز، آسیاب، همزن، بلندر، خردکن، قهوه‌ساز، میوه خشک‌کن، مکمل غذاساز چرخگوشت، ترازو، آبمیوه‌گیری، چایساز، کتری برقی، تصفیه آب، جاروبرقی، جارو شارژی، بخارشو، جارو عصایی، لامپ، تصفیه هوا، سشوار، فود سیور، قطعات پلاستیکی، قطعات الکترونیکی و موتور الکتریکی.